# Liste der Baudenkmale in Potsdam/S
Dieser Teil der Liste beinhaltet die Denkmale in Potsdam, die sich in Straßen befinden, die mit S beginnen. Der Stand der Liste ist der 31. Dezember 2020.

## Legende
In den Spalten befinden sich folgende Informationen:
- ID-Nr.: Die Nummer wird vom Brandenburgischen Landesamt für Denkmalpflege vergeben. Ein Link hinter der Nummer führt zum Eintrag über das Denkmal in der Denkmaldatenbank. In dieser Spalte kann sich zusätzlich das Wort Wikidata befinden, der entsprechende Link führt zu Angaben zu diesem Denkmal bei Wikidata.
- Lage: die Adresse des Denkmales und die geographischen Koordinaten. Link zu einem Kartenansichtstool, um Koordinaten zu setzen. In der Kartenansicht sind Denkmale ohne Koordinaten mit einem roten beziehungsweise orangen Marker dargestellt und können in der Karte gesetzt werden. Denkmale ohne Bild sind mit einem blauen bzw. roten Marker gekennzeichnet, Denkmale mit Bild mit einem grünen beziehungsweise orangen Marker.
- Bezeichnung: Bezeichnung in den offiziellen Listen des Brandenburgischen Landesamtes für Denkmalpflege. Ein Link hinter der Bezeichnung führt zum Wikipedia-Artikel über das Denkmal.
- Beschreibung: die Beschreibung des Denkmales
- Bild: ein Bild des Denkmales und gegebenenfalls einen Link zu weiteren Fotos des Baudenkmals im Medienarchiv Wikimedia Commons

## Baudenkmale
| ID-Nr.     | Lage | Bezeichnung | Beschreibung | Bild |
| ---------- | --- | --- | --- | --- |
| 09156171   | Babelsberg Nord Sauerbruchstraße 2 (Lage)                                                                                                  | Landhaus mit Einfriedung und Resten der Gartenanlage | um 1922 | Landhaus mit Einfriedung und Resten der Gartenanlage |
| 09156801   | Babelsberg Nord Sauerbruchstraße 14 (Lage)                                                                                                 | Landhaus Goldschmidt | Das Haus wurde von 1910 bis 1913 für den jüdischen Kaufmann Karl Lax errichtet, der es 1919 an den Bankier Jakob Goldschmidt verkaufte. Das Haus wurde bis zur Emigration vor den Nationalsozialisten von dessen Bruder Julius Goldschmidt, Erfinder der Adressiermaschine und Gründer des ADREMA-Werkes, bewohnt. | Landhaus Goldschmidt |
| 09156187   | Babelsberg Nord Sauerbruchstraße 17 (Lage)                                                                                                 | Wohnhaus Heine | Das Haus wurde 1936–1937 durch den Architekten Paul Bonatz für Anna Heine, Tochter von P. Wissinger errichtet. | Wohnhaus Heine |
| 09156692   | Babelsberg Nord Sauerbruchstraße 16, 18 (Lage)                                                                                             | Villa Heilbrun | | Villa Heilbrun |
| 09156307   | Berliner Vorstadt Schiffbauergasse 6a (Lage)                                                                                               | Garnisonwaschanstalt | | Garnisonwaschanstalt |
| 09156308   | Berliner Vorstadt Schiffbauergasse 7 (Lage)                                                                                                | Waschhaus der Garde-Husaren-Kaserne | | [[Vorlage:Bilderwunsch/code!/C:52.403095,13.074038!/D:Berliner Vorstadt Schiffbauergasse 7, Waschhaus der Garde-Husaren-Kaserne!/\|BW]]                                                   |
| 09157352   | Berliner Vorstadt Schiffbauergasse 9b (Lage)                                                                                               | Schlepp-Lastkahn „Sturmvogel“ | | [[Vorlage:Bilderwunsch/code!/C:52.402511,13.076087!/D:Berliner Vorstadt Schiffbauergasse 9b, Schlepp-Lastkahn „Sturmvogel“!/\|BW]]                                                        |
| 09156664   | Berliner Vorstadt Schiffbauergasse 12 (Lage)                                                                                               | Zichorienmühle mit Wohnhaus | | Zichorienmühle mit Wohnhaus |
| 09155819   | Brandenburger Vorstadt Schillerplatz 1-3, 8-12, 17-29, 36-44, Grillparzerstraße 1-9, Schillerstraße 1-10, Wielandstraße 1-13, 18-25 (Lage) | Siedlung des Bauvereins für Kleinwohnungen, so genannte „Friedrichstadt“, einschließlich Uferbereich, Grünanlagen und Resten der Bastion                                                                   | | Siedlung des Bauvereins für Kleinwohnungen, so genannte „Friedrichstadt“, einschließlich Uferbereich, Grünanlagen und Resten der Bastion                                                  |
| 09156846   | Nördliche Innenstadt Schloßstraße (Lage)                                                                                                   | Straßenzug in der Altstadt | | Straßenzug in der Altstadt |
| 09155216   | Nördliche Innenstadt Schloßstraße (Lage)                                                                                                   | Reste der Lustgartenmauer | | Reste der Lustgartenmauer |
| 09155123   | Nördliche Innenstadt Schloßstraße 9a (Lage)                                                                                                | Bürgerliches Wohnhaus | Architekt: Johann Boumann, 1752 | Bürgerliches Wohnhaus |
| 09155124   | Nördliche Innenstadt Schloßstraße 10 (Lage)                                                                                                | Bürgerliches Wohnhaus | Architekt: Johann Boumann, 1752 | Bürgerliches Wohnhaus |
| 09155125   | Nördliche Innenstadt Schloßstraße 11 (Lage)                                                                                                | Bürgerliches Wohnhaus | Architekt: Johann Boumann, 1752 | Bürgerliches Wohnhaus |
| 09155126   | Nördliche Innenstadt Schloßstraße 12 (Lage)                                                                                                | Bürgerliches Wohnhaus | Architekt: Georg Wenzeslaus von Knobelsdorff, 1751 | Bürgerliches Wohnhaus |
| 09155013   | Nördliche Innenstadt Schloßstraße 13 (Lage)                                                                                                | Bürgerliches Wohnhaus | Architekt: Georg Wenzeslaus von Knobelsdorff, 1748 | Bürgerliches Wohnhaus |
| 09155014   | Nördliche Innenstadt Schloßstraße 14 (Lage)                                                                                                | Bürgerliches Wohnhaus | Architekt: Georg Wenzeslaus von Knobelsdorff, 1748 | Bürgerliches Wohnhaus |
| 09156841   | Nördliche Innenstadt Schopenhauerstraße (Lage)                                                                                             | Straßenzug in der II. Barocken Stadterweiterung | | [[Vorlage:Bilderwunsch/code!/C:52.399859,13.048147!/D:Nördliche Innenstadt Schopenhauerstraße, Straßenzug in der II. Barocken Stadterweiterung!/\|BW]]                                    |
| 09155235   | Nördliche Innenstadt Schopenhauerstraße, Brandenburger Straße (Lage)                                                                       | Brandenburger Tor | Das Tor wurde 1770/71 nach Entwürfen von Carl von Gontard und Georg Christian Unger im Auftrag Friedrichs II. anstelle einer einfacheren Vorgängeranlage gebaut. Als Vorbild der von Unger gestalteten Feldseite diente der Konstantinsbogen in Rom. | weitere Bilder |
| 09155128   | Nördliche Innenstadt Schopenhauerstraße 5 (Lage)                                                                                           | Lazarett | Neben dem Lazarettgebäude für das Füsilier-Regiment entstand 1756 nach dem Entwurf von Heinrich Ludwig Manger ein Lazarett für das Grenadier-Garde-Bataillon | Lazarett |
| 09155129   | Nördliche Innenstadt Schopenhauerstraße 6 (Lage)                                                                                           | Lazarett | Das Lazarettgebäude entwarf Carl Ludwig Hildebrandt 1754 für das Füsilier-Regiment Prinz Heinrich von Preußen | Lazarett |
| 09155130   | Nördliche Innenstadt Schopenhauerstraße 9 (Lage)                                                                                           | Bürgerliches Wohnhaus | | Bürgerliches Wohnhaus |
| 09155540   | Nördliche Innenstadt Schopenhauerstraße 10 (Lage)                                                                                          | Bürgerliches Wohnhaus | | Bürgerliches Wohnhaus |
| 09155541   | Nördliche Innenstadt Schopenhauerstraße 11 (Lage)                                                                                          | Bürgerliches Wohnhaus | | Bürgerliches Wohnhaus |
| 09155542   | Nördliche Innenstadt Schopenhauerstraße 12 (Lage)                                                                                          | Bürgerliches Wohnhaus | | Bürgerliches Wohnhaus |
| 09155543   | Nördliche Innenstadt Schopenhauerstraße 13 (Lage)                                                                                          | Bürgerliches Wohnhaus | | Bürgerliches Wohnhaus |
| 09155544   | Nördliche Innenstadt Schopenhauerstraße 14 (Lage)                                                                                          | Bürgerliches Wohnhaus | Baujahr: 1785 Baumeister: Johann Rudolf Heinrich Richter | Bürgerliches Wohnhaus |
| 09155545   | Nördliche Innenstadt Schopenhauerstraße 15 (Lage)                                                                                          | Bürgerliches Wohnhaus | Baujahr: 1785 Baumeister: Johann Rudolf Heinrich Richter | Bürgerliches Wohnhaus |
| 09155546   | Nördliche Innenstadt Schopenhauerstraße 16 (Lage)                                                                                          | Bürgerliches Wohnhaus | Baujahr: 1785 Baumeister: Johann Rudolf Heinrich Richter | Bürgerliches Wohnhaus |
| 09155547   | Nördliche Innenstadt Schopenhauerstraße 17 (Lage)                                                                                          | Bürgerliches Wohnhaus | Baujahr: 1785 Baumeister: Johann Rudolf Heinrich Richter | Bürgerliches Wohnhaus |
| 09155548   | Nördliche Innenstadt Schopenhauerstraße 18 (Lage)                                                                                          | Bürgerliches Wohnhaus | Baujahr: 1785 Baumeister: Johann Rudolf Heinrich Richter | Bürgerliches Wohnhaus |
| 09157023   | Nördliche Innenstadt Schopenhauerstraße 23 (Lage)                                                                                          | Gemeindehaus | | Gemeindehaus |
| 09156933   | Nördliche Innenstadt Schopenhauerstraße 24 (Lage)                                                                                          | Villa Tieck, später Königin-Elisabeth-Haus | Das ehemals „Wittmeyer’sche Wohnhaus“ von 1773 ließ Friedrich Wilhelm IV. 1845/46 umbauen und erweitern. In die Umgestaltung floss ein 1843 von Ludwig Persius erstellter Entwurf mit ein. Von 1843 bis 1850 diente das Haus dem Dichter Ludwig Tieck als Sommersitz. Ab 1874 wurde es der Friedenskirchengemeinde als „Kleinkinder-Bewahranstalt“ zur Verfügung gestellt und „Königin-Elisabeth-Haus“ genannt. Das Gebäude wird noch heute (Stand 2013) als Kindertagesstätte („Friedenshaus“) genutzt. | Villa Tieck, später Königin-Elisabeth-Haus |
| 09156814   | Nördliche Innenstadt Schopenhauerstraße 26 (Lage)                                                                                          | Wohnhaus | | Wohnhaus |
| 09155236   | Nördliche Innenstadt Schopenhauerstraße 33 (Lage)                                                                                          | Barocke Stadtmauerbögen | | Barocke Stadtmauerbögen |
| 09157289   | Schubertstraße 2 (Lage) | Wohnhaus mit Einfriedung | | BW |
| 09156665   | Bornstedt Schulplatz 1 (Lage) | „Neue Schule“ | Als die Bornstedter Dorfschule (siehe: Ribbeckstraße 7) zu klein geworden war, gab das Kronprinzenpaar Friedrich und Victoria einen Neubau in Auftrag. Nördlich der damaligen Victoriastraße, heute Ribbeckstraße, entstand nach dem Entwurf des Kreisbaumeisters Heinrich von Lancizolle 1876/77 ein Schulhaus im englischen Landhausstil, das heute den Kinderhort „Schulplatz 1“ beherbergt. Der Träger, die LSB Sportservice Brandenburg gGmbH, eine Tochter des Landessportbundes Brandenburg, erhielt für die denkmalgerechte Renovierung des Gebäudes den Denkmalpflegepreis 2013, den das Ministerium für Wissenschaft, Forschung und Kultur vergibt. | „Neue Schule“ |
| 09157179   | Bornstedt Schulplatz 7 (Lage) | Villa Feodora | | Villa Feodora |
| 09156588   | Babelsberg Nord Schulstraße 8b (Lage) | Pfarrhaus der Evangelischen Kirchengemeinde Neuendorf | | [[Vorlage:Bilderwunsch/code!/C:52.390303,13.091132!/D:Babelsberg Nord Schulstraße 8b, Pfarrhaus der Evangelischen Kirchengemeinde Neuendorf!/\|BW]]                                       |
| 09156666   | Babelsberg Nord Schulstraße 9 (Lage) | Schulhaus Neuendorf | Baujahr:1874, jetzt Jugendherberge | Schulhaus Neuendorf |
| 09156667,T | Berliner Vorstadt Schwanenallee 4, 5, 5a (Lage)                                                                                            | Landhausgruppe, bestehend aus Landhaus Stachow (4), Landhaus von Luckwald (5), Landhaus Richter (5a) | | Landhausgruppe, bestehend aus Landhaus Stachow (4), Landhaus von Luckwald (5), Landhaus Richter (5a)                                                                                      |
| 09156668   | Berliner Vorstadt Schwanenallee 7, 7a, 7b, 7d (Lage)                                                                                       | Matrosenstation Kongsnæs: Bootshaus mit Maschinistenwohnung, Kasernement der Matrosen, Dienst- und Wohnhaus des Stationsleiters und Kapitäns sowie die „Bastion“ (Uferbefestigung) vor dem Empfangsgebäude | | weitere Bilder |
| 09156709   | Berliner Vorstadt Schwanenallee 9, 10 (Lage)                                                                                               | Villa Eckert mit Gartenhaus, Gartenanlage, Resten der Neugierde und Einfriedung | Im Auftrag des Kaufmanns Paul Eckert errichtete der Maurermeister Albert Lüdicke 1874 ein eingeschossiges Gartenhaus mit schlichter spätklassizistischer Putzfassade, das er 1881 um eine Achse, auf nun fünf Achsen, mit erhöhtem Mittelrisalit umbaute. Ebenfalls durch Lüdicke entstand auf dem Grundstück 1877 ein „Stall- und Appartementgebäude“ und an der nördlichen Grundstücksgrenze 1878/79 ein weiteres Gartenhaus (Nr. 10). An der Straßenfront wurde 1880 ein eiserner Gitterzaun aufgestellt. Ein rückwärtiger Anbau folgte 1935 durch Hofmaurermeister Max Beyertt.                                                                           | [[Vorlage:Bilderwunsch/code!/C:52.415335,13.081326!/D:Berliner Vorstadt Schwanenallee 9, 10, Villa Eckert mit Gartenhaus, Gartenanlage, Resten der Neugierde und Einfriedung!/\|BW]]      |
| 09155131   | Nördliche Innenstadt Schwertfegerstraße 7a (Lage)                                                                                          | Bürgerliches Wohnhaus | | Bürgerliches Wohnhaus |
| 09155132   | Nördliche Innenstadt Schwertfegerstraße 8 (Lage)                                                                                           | Bürgerliches Wohnhaus | Der Entwurf des 1765 errichteten Hauses stammt von Heinrich Ludwig Manger. Bereits kurz nach dem Bau wurde es im Innern mit dem benachbarten Haus Am Neuen Markt 1 verbunden, um als kronprinzliche Residenz und im 19. Jahrhundert als Kabinetthaus zu dienen. | Bürgerliches Wohnhaus |
| 09156670   | Berliner Vorstadt Seestraße 35–37 (Lage)                                                                                                   | Villa Metz (Fassade, Baukörper mit Vorfahrt) | | Villa Metz (Fassade, Baukörper mit Vorfahrt) |
| 09156725   | Berliner Vorstadt Seestraße 40 (Lage) | Wohnhaus des Architekten Josef Bischof mit Einfriedung | | Wohnhaus des Architekten Josef Bischof mit Einfriedung |
| 09156589   | Berliner Vorstadt Seestraße 41, 42 (Lage)                                                                                                  | Landhaus Prölls mit Resten der Einfriedung | | Landhaus Prölls mit Resten der Einfriedung |
| 09156671   | Berliner Vorstadt Seestraße 43 (Lage) | Landhaus Andreae mit Wirtschafts- und Stallflügel, Resten der Gartenanlage und der straßenseitigen Einfriedung                                                                                             | Der Entwurf der 1913/14 errichteten Villa, Wirtschaftsflügel, Stall- und Remisengebäude in der Art eines dreiflügeligen Gutshofs, für den Rittmeister August Andreae stammt von Paul Schultze-Naumburg. | Landhaus Andreae mit Wirtschafts- und Stallflügel, Resten der Gartenanlage und der straßenseitigen Einfriedung                                                                            |
| 09156718   | Berliner Vorstadt Seestraße 45 (Lage) | Landhaus Rubinski mit Einfriedung | | Landhaus Rubinski mit Einfriedung |
| 09156591   | Brandenburger Vorstadt Sellostraße 5 (Lage)                                                                                                | Mietwohnhaus | | Mietwohnhaus |
| 09156592   | Brandenburger Vorstadt Sellostraße 6 (Lage)                                                                                                | Wohnhaus | | Wohnhaus |
| 09156672   | Brandenburger Vorstadt Sellostraße 23a (Lage)                                                                                              | Mietwohnhaus mit Seitenflügel, Hof- und Vorgarten und Einfriedung | | Mietwohnhaus mit Seitenflügel, Hof- und Vorgarten und Einfriedung |
| 09156995   | Brandenburger Vorstadt Sellostraße 26 (Lage)                                                                                               | Mietwohnhaus | | Mietwohnhaus |
| 09156996   | Brandenburger Vorstadt Sellostraße 30 (Lage)                                                                                               | Wohn- und Geschäftshaus | | Wohn- und Geschäftshaus |
| 09156188,T | Nördliche Innenstadt Siefertstraße 1, 1a (Lage)                                                                                            | Siefertsche Schmiede mit zugehörigen Wohnhäusern | | Siefertsche Schmiede mit zugehörigen Wohnhäusern |
| 09157091   | Nördliche Innenstadt Siefertstraße 2–4 (Lage)                                                                                              | Wohnhaus | | Wohnhaus |
| 09156465   | Potsdam West Sonnenlandstraße 1–12, 12a, 14–31, Forststraße 1, 2, Im Bogen 5–14, Immenseestraße 1–11 (Lage)                                | Siedlung „Sonnenland“ | | [[Vorlage:Bilderwunsch/code!/C:52.383717,13.016169!/D:Potsdam West Sonnenlandstraße 1–12, 12a, 14–31, Forststraße 1, 2, Im Bogen 5–14, Immenseestraße 1–11, Siedlung „Sonnenland“!/\|BW]] |
| 09156066   | Babelsberg Nord Spitzweggasse 3 (Lage) | Haus Riehl | Das Haus wurde durch den Architekten Mies van der Rohe für den Philosophen Alois Riehl erbaut. | weitere Bilder |
| 09156067   | Babelsberg Nord Spitzweggasse 6 (Lage) | Villa Sarre | Die Turmvilla im Stil der italienischen Frührenaissance wurde durch den Architekten Otto Sior für den Direktor der Islamischen Sammlung des Kaiser-Friedrich-Museums Professor Friedrich Sarre erbaut. | Villa Sarre |
| 09156796   | Nördliche Innenstadt Spornstraße (Lage) | Straße mit historischer Fahrbahn- und Gehwegpflasterung einschließlich der Borde | | Straße mit historischer Fahrbahn- und Gehwegpflasterung einschließlich der Borde |
| 09155133   | Nördliche Innenstadt Spornstraße 1 (Lage)                                                                                                  | Bürgerliches Wohnhaus, aufgestockt | Baujahr: 1786/87 Baumeister: Johann Rudolf Heinrich Richter vermutlich nach 1950 aufgestockt | Bürgerliches Wohnhaus, aufgestockt |
| 09155134   | Nördliche Innenstadt Spornstraße 2 (Lage)                                                                                                  | Bürgerliches Wohnhaus, aufgestockt | Baujahr: 1786/87 Baumeister: Johann Rudolf Heinrich Richter vermutlich nach 1950 aufgestockt | Bürgerliches Wohnhaus, aufgestockt |
| 09155135   | Nördliche Innenstadt Spornstraße 3 (Lage)                                                                                                  | Bürgerliches Wohnhaus, aufgestockt | Baujahr: 1784 Baumeister: Johann Rudolf Heinrich Richter vermutlich nach 1950 aufgestockt | Bürgerliches Wohnhaus, aufgestockt |
| 09155136   | Nördliche Innenstadt Spornstraße 4 (Lage)                                                                                                  | Bürgerliches Wohnhaus, aufgestockt | Baujahr: 1784 Baumeister: Johann Rudolf Heinrich Richter vermutlich nach 1950 aufgestockt | Bürgerliches Wohnhaus, aufgestockt |
| 09155137   | Nördliche Innenstadt Spornstraße 5 (Lage)                                                                                                  | Bürgerliches Wohnhaus | Baujahr: 1784 Baumeister: Johann Rudolf Heinrich Richter | Bürgerliches Wohnhaus |
| 09155138   | Nördliche Innenstadt Spornstraße 6 (Lage)                                                                                                  | Bürgerliches Wohnhaus | Baujahr: 1773 Baumeister: Georg Christian Unger | Bürgerliches Wohnhaus |
| 09155816   | Potsdam West Stadtheide 1–38, Im Bogen 1–4, Zeppelinstraße 82–107 (Lage)                                                                   | Siedlung Stadtheide | | Siedlung Stadtheide |
| 09156068   | Babelsberg Süd Stahnsdorfer Straße 102 (Lage)                                                                                              | Mietwohnhaus | | Mietwohnhaus |
| 09157285   | Babelsberg Süd Stahnsdorfer Straße 117 (Lage)                                                                                              | Wohnhaus mit Garage | | [[Vorlage:Bilderwunsch/code!/C:52.391463,13.124248!/D:Babelsberg Süd Stahnsdorfer Straße 117, Wohnhaus mit Garage!/\|BW]]                                                                 |
| 09157287   | Babelsberg Süd Stahnsdorfer Straße 129 (Lage)                                                                                              | Wohnhaus mit Garage | | [[Vorlage:Bilderwunsch/code!/C:52.391447,13.126834!/D:Babelsberg Süd Stahnsdorfer Straße 129, Wohnhaus mit Garage!/\|BW]]                                                                 |
| 09156073   | Babelsberg Süd Stephensonstraße 1 (Lage)                                                                                                   | Gemeindeschule (heute Teil der Goethe-Schule) | | Gemeindeschule (heute Teil der Goethe-Schule) |
| 09156673   | Brandenburger Vorstadt Stiftstraße 1 (Lage)                                                                                                | Mietwohnhaus | | Mietwohnhaus |
| 09156593   | Brandenburger Vorstadt Stiftstraße 8, 8a (Lage)                                                                                            | Mietwohnhaus | Baujahr: 1896 Architekt: Otto Kerwien | Mietwohnhaus |
| 09156804   | Babelsberg Nord Stubenrauchstraße (Lage)                                                                                                   | Reste der DDR-Grenzanlagen: 6 „Mauersegmente“, am Griebnitzseeufer, Nähe Stubenrauchstraße | | Reste der DDR-Grenzanlagen: 6 „Mauersegmente“, am Griebnitzseeufer, Nähe Stubenrauchstraße                                                                                                |
| 09156778   | Babelsberg Nord Stubenrauchstraße 6 (Lage)                                                                                                 | Mehrfamilienhaus | | Mehrfamilienhaus |
| 09156777   | Babelsberg Nord Stubenrauchstraße 8 (Lage)                                                                                                 | Landhaus Westrick | | Landhaus Westrick |
| 09156674,T | Babelsberg Nord Stubenrauchstraße 26 (Lage)                                                                                                | Landhaus Koettgen mit Gartenanlage und Einfriedung | | Landhaus Koettgen mit Gartenanlage und Einfriedung |
| 09156699   | Babelsberg Nord Stubenrauchstraße 28 (Lage)                                                                                                | Landhaus Quandt mit Resten der Gartenanlage und Einfriedung | | Landhaus Quandt mit Resten der Gartenanlage und Einfriedung |
| 09156784   | Babelsberg Nord Stubenrauchstraße 33 (Lage)                                                                                                | Landhaus Hesse | | Landhaus Hesse |